# Шидловський Сергій Олексійович
Шидловський Сергій Олексійович(Олександрович) (рос. Шидловский, Сергей Алексеевич(Александрович); нар. 2 жовтня (14 жовтня) 1864 — 17 квітня 1934, Белград) — російський державний і політичний діяч часів Російської імперії; український політичний діяч часів  УД 1918 року· Походив з польсько-литовських дворян Могильовської губернії· Депутат 2-ї Державної думи Російської імперії 1907-1912; віце-губернатор Могилівської 1907-1912; Естляндської 1914-1917; Воронезької 1912-1914 губерній; губернатор Ліфляндії 1917 року·
З 3 липня 1918 - працював у міністерстві внутрішніх справ України;  з 23 жовтня до грудня 1918 року - губернський староста(губернатор) Харківщини· Емігрував до Сербії; де й помер·